# Zacatlaixco
Zacatlaixco är en ort i Mexiko.   Den ligger i kommunen Tehuipango och delstaten Veracruz, i den sydöstra delen av landet, 240 km öster om huvudstaden Mexico City. Zacatlaixco ligger 2 172 meter över havet och antalet invånare är 792.
Terrängen runt Zacatlaixco är kuperad åt sydväst, men åt nordost är den bergig. Runt Zacatlaixco är det ganska tätbefolkat, med 144 invånare per kvadratkilometer. Närmaste större samhälle är Telpatlán, 11,3 km väster om Zacatlaixco. I omgivningarna runt Zacatlaixco växer i huvudsak städsegrön lövskog.